# 塔庫烏島

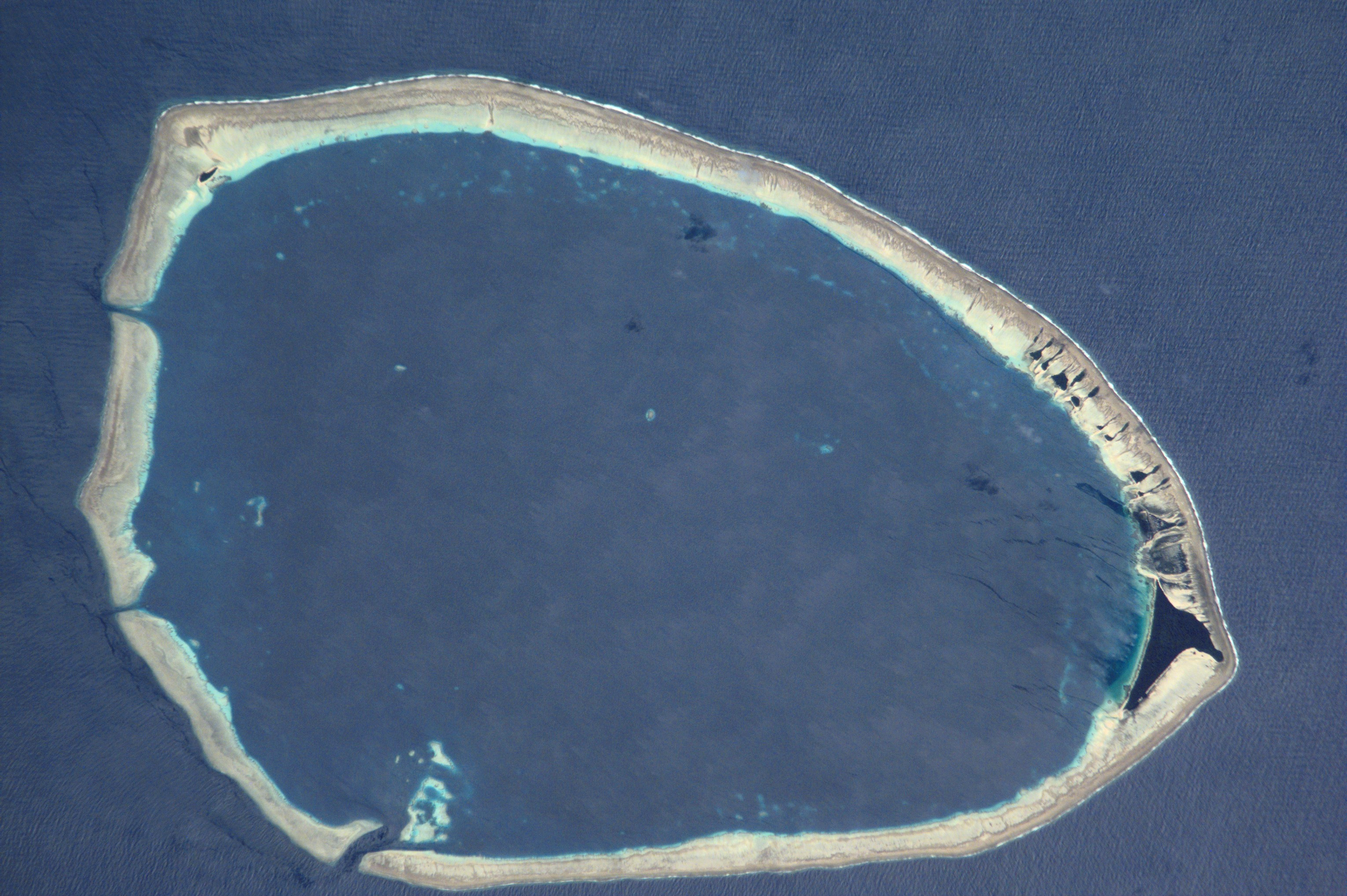
塔庫烏島衛星圖

塔庫烏島是西太平洋島國巴布亞新畿內亞的環礁，位於布干維爾島城鎮基埃塔東北250公里，由13個島嶼組成，長14.9公里、寬12.5公里，面積約1平方公里，島上居住人口約400。